# 別願寺
別願寺（べつがんじ）は、神奈川県鎌倉市にある時宗の寺院。

## 歴史
創建年代は不明である。当初は真言宗の寺院で「能成寺」と称していた。1282年（弘安5年）、当寺の公忍は一遍上人に弟子入りして「覚阿」に改名、寺も時宗に転宗し「別願寺」に改称した。
室町時代初期は鎌倉公方の菩提寺となっていた。

## 交通アクセス
- 鎌倉駅より徒歩15分。